# Ахмад (емір Керменчука)
Ахмад — гіпотетича персона часів Великої Замятні Золотої Орди. Відома за мідною монетою Керменчука.

## Опис монети
Ця монета датовано імовірно, 766 року ۷(٦)٦ за календарем Хіджри. Хоча, друга цифра дати «١» (тобто 1, що утворює 716), що можна пояснити низькою кваліфікацією монетарія. Помилки у датах були властиві карбуванню Золотої Орди. В корпусі монет Золотої Орди zeno.ru її виоклемлено як невизначену, але, визнано, як монету 766 року за Хіджри. За мусульманською традицією на середньовічних монетах позначався рік, правитель та місце карбування. 766 року за Хіджри відповідний проміжку часу з 28 вересня 1364 — 17 вересня 1365 року В цей час номінальним ханом Золотої орди був Абдаллах. Але, уся реальна влада була зосереджена у руках беклярбека Мамая. Це були час повного занепаду Золотої Орди, її інститутів влади. Зважаючи на це, ймовірне карбування мідних монет (пулів) не від імені хана, а від імені керуючого невеличкої області, що ймовірно, отримав титул еміра невеликого володіння.
Виходячи з того, що знахідки більшості монет Ахмада походять саме з південно-західного Криму, локалізацію Керменчука (Керменчика) слід шукати саме там. Його можна ототожнювати з руїнами фортеці біля села Високого Бахчисарайський району, що до 1944 року мало назву Керменчик або з Ескі-Керменом.

## Характеристики монети
| Зображення монети | Маса/Метал    | Легенда                                           |
| ----------------- | ------------- | ------------------------------------------------- |
|                   | 1.24 гр./мідь | بيه бек (імовірно) احمد Ахмад (٦)٦ (імовірно) 766 |
|                   | 1.24 гр./мідь | العمله карбування كرمنشوكا Керменчука             |